# Thomasomys erro
Thomasomys erro és una espècie de mamífer rosegador de la família dels cricètids. És endèmic de la província de Napo, al centre-nord de l'Equador, on viu a altituds d'entre 1.900 i 3.600 msnm. Els seus hàbitats naturals són les selves subalpines i d'alt montà. Algunes poblacions estan amenaçades per la desforestació, la fragmentació del seu medi i l'agricultura.